# 西村宏堂
西村宏堂（日语：／ Nishimura Kōdō，1989年2月13日—）是一名活跃在美国和日本的化妆师，同时也是一名拥有佛教净土宗僧籍的僧侣。西村宏堂是一名男同性恋者，同时他也是一名支持LGBT权益的活动分子。

## 出版书籍
- （日标出版（日语：サンマーク出版） / 2020年7月28日）[1][2]

## 出演作品

### 网络节目
- 《粉雄救兵：我们在日本！》（2019年11月1日 / 网飞）[3]